# 김운회
김운회(金雲會, 1944년 10월 18일 ~ )는 대한민국의 가톨릭 성직자다. 세례명은 루카이다. 2010년부터 2021년까지  제7대 천주교 춘천교구장 겸 함흥교구장 서리 주교를 맡았다. 이외에도 사회복지법인 서울가톨릭사회복지회 이사장·재단법인 한마음한몸운동본부 이사장·사단법인 사회교정사목위원회 이사장·사단법인 우리농촌살리기운동본부 이사장·학교법인 가톨릭학원 이사·재단법인 평화방송 이사·재단법인 서울가톨릭 청소년회 이사·주교회의 민족화해위원회 위원장·주교회의 선교사목주교위원회 위원·주교회의 민족화해주교특별위원회 위원·서울대교구 동서울지역 교구장 대리·서울대교구 생명위원회 부위원장·사회복지법인 환주복지재단 이사를 맡고 있다.

## 약력
1944년 10월 18일 서울에서 5대째 가톨릭 교우 집안에서 태어났다. 그의 고조부 김기호(요한)는 병인박해 당시 황해도에서 전교회장과 명도회장을 지냈으며 리델, 블랑, 뮈텔 세 주교를 보필하며 한국 교회의 초석을 다졌다. 부친 김재환(바오로)는 서울 대방동본당 기성회 회장과 서울대교구 은퇴신부 후원회 고문을 지냈으며, 모친 황옥남(마리아)는 선종하기 10개월 전, 무료급식소 ‘베들레헴의 집’에 머무는 행려인들이 따듯한 겨울을 나길 바란다며 전 재산이나 다름없는 7억 원 상당의 건물 모두를 봉헌했다.
1972년 가톨릭대학교를 졸업하고 1973년 12월 사제수품 후 동성중학교 교사로 사목의 첫 발을 내디딘 후 교구 교리사목위원회 중고등학생 담당, 사목연수원 중고등학생 담당, 교육국장 등을 거쳐 1995년 9월부터 2002년 11월까지 동성고등학교 교장으로 재임하였다. 2002년 10월 12일 교황 요한 바오로 2세에 의해 천주교 서울대교구 보좌주교에 임명되었으며, 2002년 11월 21일 주교 수품을 받았다. 2010년 1월 28일 교황 베네딕토 16세에 의해 천주교 춘천교구장 겸 함흥교구장 서리에 임명되었다. 김운회 주교의 교구장 착좌식은 2010년 3월 25일 오후 2시 천주교 춘천교구 죽림동 주교좌 성당에서 열렸다.
2020년 11월 21일 춘천교구장 사임이 발표되었다.김운회 주교는 교구장 주교 은퇴연령인 만75세를 넘기면서 교회법에 따라 교황청에 사임청원을 하였고 프란치스코 교황이 이를 받아들임과 동시에 신임 춘천교구장으로 춘천교구 사목국장인 김주영 시몬 신부를 임명하였다.이후 2020년 12월 28일 은퇴 감사미사를 가졌으며 신임교구장 김주영 시몬 주교가 착좌하는 2021년 1월 6일 교구장 임기를 마쳤다.

## 문장

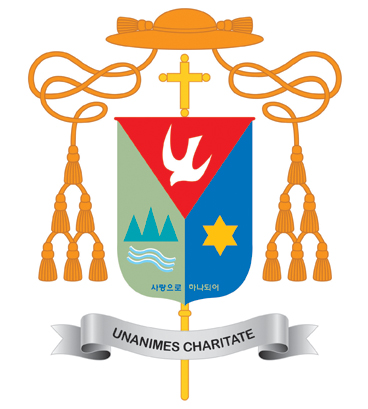
김운회 주교의 문장

현재 김운회 주교의 문장은 2002년 주교 서품을 받으면서 사용하던 기존 문장에 춘천교구를 상징하는 문양을 더한 형태로, 사목표어 ‘사랑으로 하나되어(UNANIMES CHARITATE)’는 그대로다. 사목표어는 김운회 주교가 주교품을 받을 당시, 성 바오로가 필리피 신자들에게 보낸 서간 중 “같은 사랑을 지니고 같은 마음 같은 생각을 이루어, 나의 기쁨을 완전하게 해 주십시오”(필리 2,2)에서 선택해 사용해오던 것이다.
그리스도를 상징하던 왼편의 십자가를 방패 위로 올리고, 그 자리에 자연이 아름다운 춘천교구를 의미하는 산과 물 문양을 넣었다. 바다의 별인 성모 마리아를 의미하는 푸른 바탕의 빛나는 별과, 일치의 성령을 의미하는 붉은 바탕의 흰 비둘기는 기존 문장에서 색깔만 바뀐 것이다. 방패는 교회를 수호하는 주교의 직무를 나타내며, 방패 위의 십자가는 예수 그리스도를 따르는 사도단의 후예이자 주님의 대리자인 주교의 직무를 의미한다.
| 전임 장익 (십자가의 요한) | 제7대 천주교 춘천교구장 겸 천주교 함흥교구장 서리 2010년 -2020년 | 후임 김주영 (시몬) |